# Sant Salvador de Torre Abadal
Sant Salvador de Torre Abadal és una església de Castellnou de Bages (Bages) inclosa a l'Inventari del Patrimoni Arquitectònic de Catalunya.

## Descripció
Es tracta d'una església originàriament romànica, però que ha sofert importants reformes i restauracions, de forma que es fa difícil destriar els elements antics. La seva primitiva estructura, però, encara avui perviu. Fou construïda vers la fi del segle xi o a principi del segle xii.
És d'una sola nau i absis semicircular a sol naixent, possiblement coberta anteriorment per una volta de canó i reforçada amb un arc faixó. La coberta és feta a base de teula àrab a dues vessants que acaba en una breu cornisa amb una mena de lesena decorativa. Als peus de l'església es troba la porta, allindada i amb una petita fornícula a la part superior flanquejada per dos pinacles adossats al mur; a sobre hi ha un petit òcul. Al capdamunt de la coberta s'aixeca un campanar d'espadanya.
Originàriament la portada hauria estat al cantó de migdia, i la finestra de l'absis es troba completament reformada.
Al segle xvii es feren algunes reformes que probablement adossaren uns contraforts laterals. És possible que s'obrís també un portal a ponent que actualment ha estat reemplaçat per un altre realitzat amb pedra artificial.

## Història
Aquesta església estava situada dins el terme de Buc, anomenat després de Castellnou, al lloc on s'edificà un mas amb el nom de Torre Abadal, o «Torre de l'Abat» a una propietat del monestir de Sant Benet de Bages. El primer esment escrit data de l'any 1038. La formació del patrimoni al qual donaria lloc el mas cal situar-lo al segle x. El 1182 és documentat ja amb el nom de Torre Abadal, al passar a dependre del monestir de Sant Benet de Bages.
L'església és documentada el 1038 amb el nom de Sant Salvador de Castellnou. El 1301 l'església tenia uns ermitans anomenats Esteve i Berenguer.
El 1686 s'hi van fer reformes i, a l'urbanitzar-se la zona durant el segle xx, fou restaurada sense gaire bona fortuna.